# Wilson Ferreira Junior
Wilson Pinto Ferreira Junior (São Paulo, 3 de mayo de 1959) es un ingeniero eléctrico  y ejecutivo brasileño. Expresidente del holding Companhia Paulista de Força e Luz (CPFL Energia), preside en la actualidad, desde el 22 de julio de 2016, la compañía eléctrica Eletrobrás.

## Biografía
Ferreira Junior se formó en Ingeniería Eléctrica y en Administración de Empresas por la Universidad Mackenzie. Inició su carrera como ingeniero de la Compañía Energética de São Paulo (CESP), llegando a ocupar la dirección de distribución de la empresa durante el primer mandato de Mário Covas como Gobernador de São Paulo..
Pasó luego a la iniciativa privada, en 1998, como primer presidente de la Rio Grande Energia, empresa creada tras la privatización parcial de la distribución de energía eléctrica en el estado de Río Grande del Sur por el entonces Gobernador Antônio Britto. Asumió en marzo de 2000 la presidencia de la compañía CPFL y desde 2002 preside el holding CPFL Energía.
La revista Valor Econômico le entregó ocho veces consecutivas el premio "Ejecutivo de Valor" en la categoría "energía eléctrica". 
.
De acuerdo con el programa de privatización, en 2017 Eletrobras sacó a concurso seis distribuidoras de electricidad participadas mayoritariamente por la compañía: Amazonas Distribuidora de Energia, Boa Vista Energia, Companhia de Eletricidade do Acre, Companhia Energética de Alagoas, Companhia de Energia do Piauí y Centrais Elétricas de Rondônia. Eletrobras es la accionista mayoritaria en las seis distribuidoras.